# Назарова, Клавдия Ивановна
Кла́вдия Ива́новна Наза́рова (1 октября 1920, Остров, Псковская губерния — 12 декабря 1942) — организатор и руководитель подпольной комсомольской организации в городе Остров Псковской области. Посмертно удостоена звания Героя Советского Союза.

## Биография
Клавдия Ивановна Назарова родилась 1 октября 1920 года в городе Остров в крестьянской семье. Окончила 10 классов средней школы и 1-й курс Государственного ордена Ленина института физической культуры имени П. Ф. Лесгафта. 
До Великой Отечественной войны она работала старшей пионервожатой в школе. С началом войны и захватом города Остров немецкими оккупантами Клавдия Назарова стала работать в швейной мастерской. Из оставшихся в городе комсомольцев организовала подпольную организацию, в задачи которой входили организация сопротивления оккупантам, распространение сводок Совинформбюро и разведка. Сведения о действиях оккупантов передавались в партизанский отряд, и партизаны наносили точные удары по оккупантам.
Кроме того, подпольщики под руководством Клавдии Назаровой помогали военнопленным бежать из лагеря и добираться до партизан. Было спасено более 50 человек. Оккупанты догадывались о существовании подполья, но долго не могли выйти на след организации. Только по доносу предателя они сумели выйти на Клавдию Назарову, и 7 ноября 1942 года она была арестована. Больше месяца её подвергали тяжелейшим пыткам, но она не выдала никого из своих товарищей. 12 декабря 1942 года оккупанты публично казнили её на площади города Остров. Три дня тело девушки провисело на виселице, и только потом было разрешено похоронить её.
В 1947 году виновные в казни Назаровой — военнопленные Карл Зассе (он отдал приказ о казни) и Александр Лантревиц — были осуждены в рамках Новгородского судебного процесса к 25 годам каждый.

## Награды
- Указом Президиума Верховного Совета СССР от 20 августа 1945 года за образцовое выполнение боевых заданий командования в тылу немецко-фашистских войск и проявленные при этом геройство и мужество Назаровой Клавдии Ивановне посмертно присвоено звание Героя Советского Союза.
- Награждена орденом Ленина.

## Память

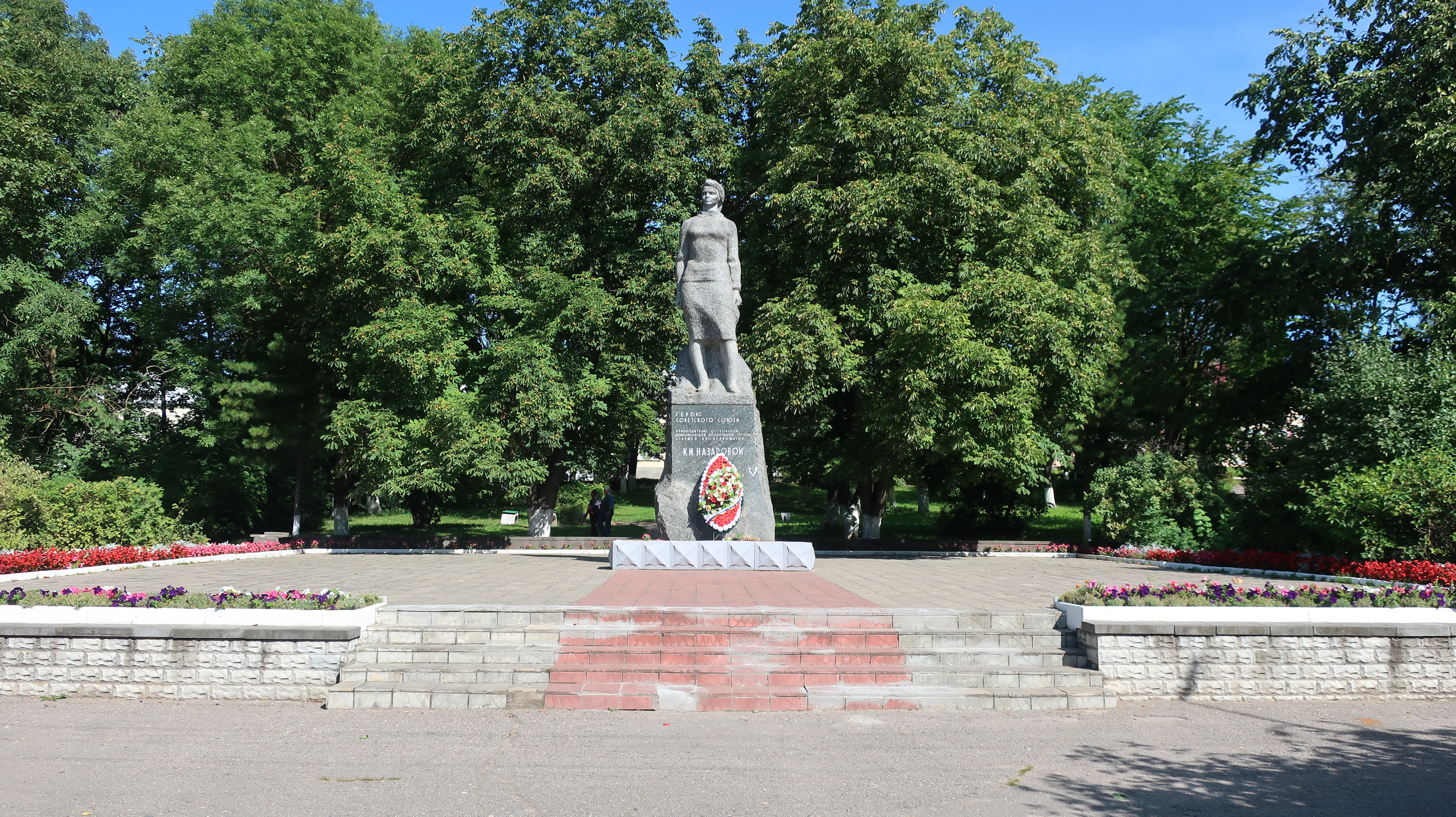
Памятник Клавдии Назаровой на площади её имени в городе Остров

- В городе Остров Клавдии Назаровой установлен памятник.
- В школе № 17 города Мончегорска Мурманской области собран материал о жизни Клавдии Назаровой и её подвиге.
- Имя Клавдии Назаровой носила пионерская организация средней школы № 3 города Томска.
- Имя Клавдии Назаровой носила пионерская организация Шемякинской восьмилетней школы Порховского района Псковской области.
- Именем Героини названы:
  - улицы в городах
    - Остров;
    - Борисоглебск
    - Псков;
    - Ленинск-Кузнецкий;
    - Калининград;
    - Донецк (Украина);
    - Порхов.
    - улица в посёлке городского типа Бежаницы Псковской области,

  - школы в городах
    - Гремячинск Пермского края.